# Исмаилов, Адиль Алвиз оглы
Адиль Алвиз оглы Исмайлов (азерб. Adil Əlviz oğlu İsmayılov; 5 июля 1957, Гёйчай — 3 декабря 2020, Баку) ― азербайджанский юрист, правовед, следователь и общественный деятель. Член Коллегии адвокатов Азербайджана. Участвовал в самых известных судебных процессах в Азербайджане в 1990-х и 2000-х годах.

## Биография

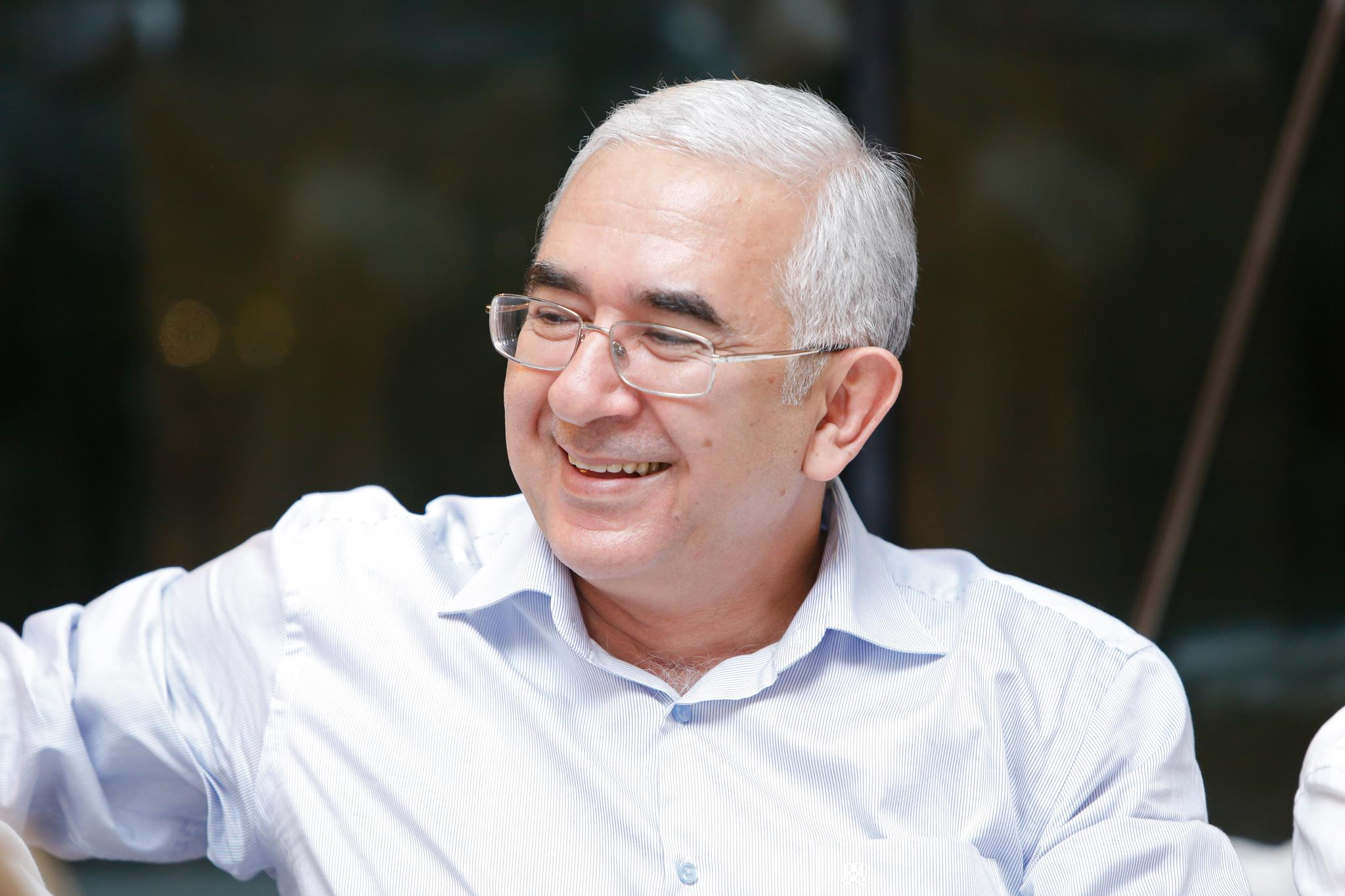
В 2013 году

Адиль Алвиз оглы Исмаилов родился 5 июля 1957 года в городе Гёйчай Азербайджанской ССР. Учился в средней школе № 172 имени Сулеймана Сани Ахундова в Баку. С 1973 по 1978 год учился на юридическом факультете Бакинского государственного университета.
Владел азербайджанским, русским, французским языками. 

### Карьера
Адиль Исмаилов начал свою карьеру в 1978 году в местной прокуратуре. Работал главным следователем Сумгаитской городской прокуратуры, затем в 1983 году следователем по важным делам Генеральной прокуратуры. После августовского переворота в сентябре 1991 года по собственному желанию покинул прокуратуру и начал работать частным юристом, полагая, что следующие события приведут к независимости Азербайджана и в стране будет построено демократическое общество. 
Желая изменить систему, он раскритиковал ситуацию в советской прокуратуре и недостатки системы через антисоветскую газету «Азадлыг». В то время Исмаилов контактировал с оппозиционной партией Народного Фронта Азербайджана и несколько раз встречался с председателем партии Абульфазом Эльчибеем, который впоследствии стал президентом Азербайджана. 
В 1995 году основал юридическую фирму «АДИСАД». Как юрист Исмаилов участвовал в ряде известных судебных процессов. Был адвокатом у Исы Гамбара, бывшего исполняющего обязанности президента Азербайджана, и бывшего министра внутренних дел Искендера Гамидова.
Написал книгу «Юридические абсурды в 2008 году». В книге он комментирует пробелы и некоторые противоречия в Уголовном кодексе Азербайджана. В 2005 году защищал генерала Закира Насирова во время операции «Черный пояс», в 2006 году — азербайджанского военнослужащего Рамиля Сафарова, арестованного в Венгрии за убийство армянского военнослужащего, в 2015 году генерала Субахира Гурбанова во время расследования дела МНБ Азербайджана. В своем последнем деле был адвокатом бывшего генерального прокурора Азербайджана Эльдара Гасанова.

## Скандал
В сентябре 2019 года адвокат Сахиль Гулиев подал жалобу в Коллегию адвокатов Азербайджана на Исмаилова за то, что он использовал термин «раб» для описания некоторых адвокатов в своем сообщении в Facebook. 9 сентября совет решил приостановить адвокатскую деятельность Исмаилова на один год. 24 сентября это решение было отменено.

## Смерть
3 декабря 2020 года Адиль Исмайлов скончался от осложнений, связанных с COVID-19, во время пандемии COVID-19 в Азербайджане.